# Иње
Иње представља смрзнуте кристале (честице) настале од влаге који се задржавају на хладним предметима.
Настаје углавном зими када је температура ваздуха ниска, а на гранама дрвећа или рецимо оградама, нема снежног покривача. У додиру са њима водена пара се згушњава, мрзне и претвара у ледене иглице. Иње се ствара увек на оној страни одакле дува ветар. Припада ниским падавинама. Дели се на тврдо (енгл. hard rime) и обично иње (енгл. soft rime). Тврдо иње је маса слична леду и снегу; непровидна и зрнаста. Обично иње су бели слојеви ледених кристала.
Појаве у природи које су сличне овој су мраз и слана, са тим да се иње ствара при нижим температурама него што је то случај за слану.